# Xã Liverpool, Quận Fulton, Illinois
Xã Liverpool (tiếng Anh: Liverpool Township) là một xã thuộc quận Fulton, tiểu bang Illinois, Hoa Kỳ. Năm 2010, dân số của xã này là 544 người.